# Metaleptobasis weibezahni
Metaleptobasis weibezahni är en trollsländeart som beskrevs av Racenis 1955. Metaleptobasis weibezahni ingår i släktet Metaleptobasis och familjen dammflicksländor. Inga underarter finns listade i Catalogue of Life.